# Егуръёган
Егуръёган — река в России, протекает в Ханты-Мансийском автономном округе. Впадает в слева в Аган. Длина — 34 км.
В бассейн реки входит крупное озеро — Тайлаково.

## Данные водного реестра
По данным государственного водного реестра России относится к Верхнеобскому бассейновому округу, водохозяйственный участок реки — Обь от впадения реки Вах до города Нефтеюганск, речной подбассейн реки — Обь ниже Ваха до впадения Иртыша. Речной бассейн реки — (Верхняя) Обь до впадения Иртыша.